# Luther Allison
Luther Allison (ur. 17 sierpnia 1939, zm. 12 sierpnia 1997) – amerykański gitarzysta bluesowy.
W młodym wieku zarabiał na życie grając w klubach między innymi z takimi muzykami jak Howlin’ Wolf i James Cotton. W 1957 roku zaproszony do wspólnego grania przez Muddy’ego Watersa rozpoczął karierę. Pierwszą płytę wydał w 1969 roku nakładem wydawnictwa Delmark Records. Jego trasy koncertowe nie ograniczały się do grania jedynie w Stanach Zjednoczonych. Był entuzjastycznie przyjmowany również w Europie, do której się przeprowadził. Do USA powrócił w połowie lat 90.
Samouk. Ojciec innego znanego gitarzysty Bernarda Allisona.

## Dyskografia
- 1969 Love Me Mama (Delmark)
- 1973 Bad News Is Coming (Motown)
- 1974 Luther's Blues (Motown)
- 1975 Night Life (Gordy)
- 1977 Love Me Papa (Evidence)
- 1979 Gonna Be a Live One in Here Tonight (Rumble)
- 1979 Power Wire Blues (Charly)
- 1979 Live in Paris (Platinum)
- 1979 Live (Blue Silver)
- 1983 Southside Safari (M.I.L. Multimedia)
- 1984 Lets Have a Natural Ball (JSP)
- 1984 Life Is a Bitch (Encore!)
- 1985 Here I Come (Encore!)
- 1987 Serious (Blind Pig)
- 1994 Soul Fixin' Man (Alligator)
- 1994 Bad Love (Ruf Records)
- 1995 Blue Streak (Alligator, Europa: Ruf Records)
- 1995 Time (Buda)
- 1996 Rich Man (Ruf Records)
- 1996 Live ’89 (Ruf Records)
- 1996 Rick Moon (RFR)
- 1996 Live in Montreux (Ruf Records)
- 1997 Reckless (Alligator, Europe: Ruf Records)
- 1999 Live in Chicago (Alligator, Europa: Ruf Records)
- 2001 Hand Me Down My Moonshine (Ruf Records)
- 2002 Pay It Forward (Ruf Records)

## DVD
- 2001 Live in Paradise (Ruf Records)